# Julián Benjamín
Julián Benjamín (Buenos Aires, Argentine, 3 février 1965) musicien, pianiste, joueur de clavier et chanteur compositeur d'ascendance allemande. Résident en Espagne.

## Débuts
Même s'il s'est dédié à jouer du piano et du clavier, son premier instrument fut la guitare. À cinq ans, à l'école maternelle, il fait la connaissance de Javier Calamaro. Son frère, Andrés Calamaro, sera celui que le poussera à jouer du piano et à composer ses premières chansons. C'est lors de ces premières années, avec un vieux magnétophone Geloso, qu'il commence à enregistrer avec régularité. Ce fut également l'époque des premiers groupes et premiers concerts.

## Biographie
Julián Benjamín et Kevin Johansen font connaissance à l'école primaire et c'est la passion pour la musique qui les unit. Lorsqu'ils finissent l'école, ils forment un groupe qui s'appelle "Zaratustra" qui compte avec l'incorporation des frères Roberto et Daniel Krause. Cette même année Julian fait la connaissance de Fernando Samalea et l'invite à former partie de son projet expérimental, le "Agitese antes de usar jazz rock & pop experimental band". "Zaratustra" enregistre deux chansons et les frères Krause abandonnent  le projet à la suite d'un concert accidenté. Avec le studio réservé pour enregistrer de nouvelles chansons, Julian invite Fernando Samalea à y participer. Gustavo Donés est à la basse.
Avec le contrat pour enregistrer le premier disque, s'incorpore à la basse Daniel Krause et le groupe se complète avec Fernando Samalea à la batterie, percussion et programmation, Kevin Johansen aux guitares, voix et chœurs et Julian Benjamin au piano, claviers, voix et chœurs. Par la suite, se sont Alejandro Terán à la clarinette et Axel Krygier à la flûte qui joignent le groupe.
Instrucción Cívica a enregistré deux disques et a formé partie des premiers groupes Argentins des années 1980 à transcender leurs frontières avec leurs disques et concerts grand public. La chanson « Obediencia debida » reste une des références de cette période.

## Los Perros
Un ami invite Julian à un concert de « Los perros » où il fait la connaissance de Gabriel Carámbula. Peu de temps après Julian s'incorpore au groupe et c'est avec Rinaldo Rafanelli à la production qu'ils enregistrent leur premier disque où Julian se chargera des claviers et de la percussion. À partir de ce moment, il participe à trois des quatre disques du groupe.  Le succès du troisième disque Perfume y dolor avec son hit « Bajo la rambla » font  que le groupe rentre dans un rythme effréné avec trois représentations par nuit et un grand concert dans le Estadio Obras Sanitarias. Los Perros commence alors à parcourir l'Argentine, Le Paraguay et l'Uruguay et font la première partie de Guns N' Roses lors des deux concerts qu'il donnent dans le Estadio River Plate en 1992. L'année suivante Los Perros participent à la tournée de Fito Páez, qui culmine avec deux concerts grand public dans le stade de Velez Sarsfield auxquels viennent environ 90 000 personnes.

## Collaborations avec d'autres artistes
Julian a collaboré sur plusieurs disques en jouant ou en tant que chanteur compositeur. Entre autres :
- Il a joué du piano et de l'orgue et coproduit deux thèmes du disque "Solo Azul" de Verónica Verdier desquels il est également chanteur compositeur.
- Piano et piano rhodes sur le disque "Falsas promesas tontas" de Proyecto Verona.
- Piano sur "Lejos" du disque homonyme de La Chicana
- Piano sur "Isso inclui você" du disque "Avalon" de Nei Van Soria
- Il a composé avec Kevin Johansen "Chill out James" du disque "Sur o no sur"
- Participation au show promotionnel du disque "Frío" de Robi Draco Rosa à Buenos Aires.
- Clavier sur "Dukakis", le projet de l'ex-membre de "Los Rodriguez", Germán Vilella.

Depuis 2006 il participe à divers projets qui se développent sur les Asturies.

## Quemando las naves
Une série de chansons composées durant ses années en tant de joueur de clavier sont le point de départ de "Quemando las naves". C'est avec Diego Otaño et Marcelo Vaccaro qu'ils forment un groupe que complète Fernando Samalea à la batterie et aux percussions. 
Le disque s'enregistre de manière analogique avec un son "cru", quasiment en direct et qui a obtenu de très bonnes critiques de la part de la presse Argentine. Parmi les invités:
Facundo Guevara à la percussion,
Kevin Johansen aux chœurs,
Norberto Minichilo à la batterie,
Oscar Reyna à la guitare slide et 
Veronica Verdier aux chœurs.

Les thèmes inclus dans le disque sont:
1. Quemando las naves
2. No te encuentro
3. Cargo tu cruz
4. Amor de gelatina
5. Alma desalumbrada
6. Megalomagnesio
7. Estemos juntos
8. Anestesia
9. Minisingle
10. Cadáver VIP
11. Clandestina
12. Jet de sangre

## Liberación y Dependencia
Une fois à Madrid, Julian commence à jouer sur différents projets et prépare en même temps "15 gramos de fama", le disque qu'il avait  commencé à Buenos Aires. Un accident à la main le force à abandonner le projet pendant un temps. Il en profite pour écouter et classer des années d'enregistrement. C'est alors qu'il a l'idée de retourner à une musique pop et à des chansons simples. Le style et la quantité des chansons font que le projet s'appelle "Trilogía de pequeños ensayos pop". Ayant rejeté l'idée d'utiliser une partie de ses enregistrements originaux, Julian commence à enregistrer les maquettes. Ces enregistrements, qu'il continue après son déménagement à Oviedo, constituent le point de départ de "Liberación y dependencia", le premier petit essaie musical pop. À Buenos Aires le "Colo" Belmonte enregistre les batteries et percussions. Il compte aussi avec la participation de Kevin Johansen à la guitare et charango, Axel Krygier à l'accordéon, Fernando Samalea à la percussion et Daniel Krause à la basse.
Le disque est complété en Asturies avec la participation de Rodrigo Sturm aux guitares et Antón Ceballos à la basse et, de nouveau c'est à Buenos Aires qu'il se fait mixer et masteriser.
Les thèmes que comprend "Liberación y dependencia" sont:
1. Otro adiós
2. Oh mujer
3. Fuego
4. Infelicidad
5. Por no llorar
6. Tus ojos
7. Eso mal llamado corazón
8. Lo que te queda
9. Liberación y dependencia
10. Libertad
11. Papá

## Discographie
Instrucción Cívica
1. Obediencia debida
2. Instrucción Cívica

Julian Benjamin
1. Quemando las naves
2. Liberación y Dependencia